# 瑟羅克
瑟羅克（Thurrock /ˈθʌrək/）是英國埃塞克斯郡的一個單一管理區，處於倫敦通勤居民帶東部的泰晤士河河口。由瑟羅克議會管轄。2011年時共有157,500人。
在羅馬不列顛時被羅馬人開發，後來以採礦業聞名，一度有大量水泥廠。採礦停止之後礦坑之一被用以建造現在的湖邊購物中心，還有許多礦坑則被埃塞克斯野生動物信託用作自然保護區。

## 外部連結
- Thurrock Borough Council （页面存档备份，存于）
- Thurrock Gazette
- Thurrock Local History Society （页面存档备份，存于）

51°30′N 0°25′E / 51.500°N 0.417°E